# Voravongse I
Re Voravongse I, conosciuto anche come Maha Upahat, il cui nome regale fu Samdach Brhat-Anya Chao Brhatasena Vora Varman Raja Sri Sadhana Kanayudha (Vientiane, XVI secolo – Keng Chan, 1579), è stato il ventunesimo sovrano del Regno di Lan Xang, la cui capitale era Vientiane, nell'odierno Laos centrale..
Fu proclamato re nel 1575, al ritorno dall'esilio a cui fu costretto dagli invasori birmani.
Le cronache che lo menzionano  provengono dagli antichi annali di Lan Xang, di Lanna, di Ayutthaya e di Birmania, che differiscono tra loro. Gli annali di Lan Xang furono tradotti in altre lingue ed interpretati in diversi modi, dando luogo a controversie sull'attendibilità dei riferimenti storici. La principale tra le critiche che determinarono il cambiamento del testo originale, fu dettata dalla convinzione che molti degli avvenimenti storici fossero stati omessi o distorti nell'edizione originale a maggior gloria del regno. Gli avvenimenti e le date relative alla sua vita non sono quindi pienamente attendibili.

## Biografia

### Prima invasione birmana e deportazione
Era figlio di re Phothisarat e fratello minore di re Setthathirat. Il suo nome di nascita era principe Asen. Fu nominato uparat (viceré) dal fratello e venne rapito dai birmani quando si ritirarono al termine della prima invasione di Vientiane nel 1564. Venne tenuto per 11 anni a Pegu, la capitale birmana, prima di essere riportato in patria. In quegli anni la riunificata Birmania era diventata lo Stato più potente del sudest asiatico. Guidato dal grande condottiero Bayinnaung, definito da alcuni storici il Napoleone della Birmania, l'esercito di Pegu stava seminando il terrore e stava conquistando tutti gli Stati della regione.
Durante il periodo in cui Asen fu costretto in Birmania, nel 1570 si registrò una seconda occupazione birmana della capitale di Lan Xang, scongiurata dalla tattica di guerriglia adottata dal fratello. Alla morte di Setthathirat gli succedette il figlio appena nato No Keo Kuman, che fu detronizzato dal reggente Sen Surintra. Quest'ultimo usurpò il trono nel 1572 arrogandosene il diritto in virtù dei meriti accumulati come generale e stratega nell'esercito di Setthathirat.

### Nuova invasione birmana ed ascesa al trono
I birmani avevano stabilizzato il dominio su maggior parte del sudest asiatico e nel 1575 sferrarono un nuovo attacco a Lan Xang. Approfittarono della crisi del regno lao, dove il popolo era insoddisfatto di avere un re usurpatore che non aveva sangue reale. Molti sudditi avevano abbandonato la capitale e si erano trasferiti nel sud del paese. Gli sforzi del sovrano di resistere all'assedio non trovarono riscontro tra le truppe, anch'esse scoraggiate dal fatto di combattere per un usurpatore. Gli invasori espugnarono Vientiane con facilità e Bayinnaung ordinò la deportazione di No Keo Kuman e Sen Surintra a Pegu, capitale birmana. Assieme ai due sovrani fu deportata anche buona parte della popolazione.
Per la quarta volta nella sua storia il Regno di Lan Xang era stato occupato. Le precedenti invasioni, quella vietnamita del 1478 e quelle birmane del 1564 e del 1570, erano state respinte dopo che la capitale era rimasta in mano al nemico per un periodo molto breve, ma il dominio dei birmani sarebbe questa volta durato per 25 anni. Bayinnaung fece tornare in patria il principe Asen, che nel 1575 fu proclamato sovrano del regno vassallo con il nome regale Voravongse.

### Regno e successione
Come era costume birmano a quel tempo, fu lasciato a Voravongse un buon grado di autonomia nel governo del paese. Durante i suoi primi anni di regno non si registrarono fatti significativi, ma nel 1579 scoppiò una rivolta che gli fu fatale. Negli irrequieti principati del sud divenne famoso un uomo originario della provincia di Attapeu, che dichiarò di incarnare in sé i poteri dell'eroe nazionale Setthathirat (scomparso proprio in quelle zone nel 1571). Raccolse un esercito di seguaci, la maggior parte membri dell'etnia suei, e si impadronì delle città di Attapeu, Mueang Manh e Mueang Kham Thong.
Quando Voravongse venne a sapere della rivolta, inviò un esercito al sud che fu costretto a ritirarsi e a tornare nella capitale. Le armate ribelli inseguirono l'esercito reale senza trovare opposizione fino alle porte di Vientiane. Incapace di difendere la capitale, il re fuggì a cercare aiuto con l'imbarcazione reale assieme a tutta la famiglia. Risalì il Mekong dirigendosi verso la Birmania, ma fu vittima di un incidente presso le rapide di Keng Chan nell'odierna Provincia di Loei. La barca urtò gli scogli ed affondò, provocando la morte dell'intera famiglia reale.
In seguito i birmani soffocarono la rivolta dei suei che si erano impadroniti della capitale, e rimisero sul trono il vecchio re Sen Surintra, reduce da 5 anni di deportazione. Il sovrano regnò come vassallo dei birmani e morì nel 1582 all'età di 71 anni. Al suo posto venne proclamato re il figlio Nakhon Noi, che fu detronizzato dopo pochi mesi in seguito ad una rivolta popolare e deportato a Pegu. Seguì un periodo di caos ed un interregno di 9 anni nel quale i governatori delle varie province laotiane ebbero molta autonomia, favorita dalla crisi del regno birmano, ma non trovarono l'accordo per nominare un sovrano.